# Cantons d'Indre i Loira

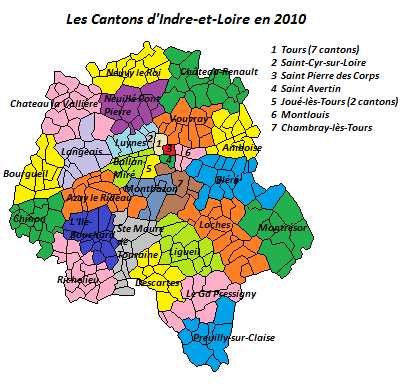
Els cantons d'Indre i Loira

Els Cantons de l'Indre i Loira (Centre - Vall del Loira) són 37 i s'agrupen en tres districtes:
- Districte de Chinon (7 cantons - sotsprefectura: Chinon) :
cantó d'Azay-le-Rideau - cantó de Bourgueil - cantó de Chinon - cantó de L'Île-Bouchard - cantó de Langeais - cantó de Richelieu - cantó de Sainte-Maure-de-Touraine

- Districte de Loches (6 cantons - sotsprefectura: Loches) :
cantó de Descartes - cantó de Le Grand-Pressigny - cantó de Ligueil - cantó de Loches - cantó de Montrésor - cantó de Preuilly-sur-Claise

- Districte de Tours (24 cantons - prefectura: Tours) :
cantó d'Amboise - cantó de Ballan-Miré - cantó de Bléré - cantó de Chambray-lès-Tours - cantó de Château-la-Vallière - cantó de Château-Renault - cantó de Joué-lès-Tours-Nord - cantó de Joué-lès-Tours-Sud - cantó de Luynes - cantó de Montbazon - cantó de Montlouis-sur-Loire - cantó de Neuillé-Pont-Pierre - cantó de Neuvy-le-Roi - cantó de Saint-Avertin - cantó de Saint-Cyr-sur-Loire - cantó de Saint-Pierre-des-Corps - cantó de Tours-Centre - cantó de Tours-Est - cantó de Tours-Nord-Est - cantó de Tours-Nord-Oest - cantó de Tours-Oest - cantó de Tours-Sud - cantó de Tours-Val-du-Cher - cantó de Vouvray